# مارینا تسوتایوا
مارینا ایوانوونا تسوتایوا (به روسی: Мари́на Ива́новна Цвета́ева) (زاده ۸ اکتبر ۱۸۹۲ - درگذشته ۳۱ اوت ۱۹۴۱) شاعر و نویسنده اهل روسیه بود.
در سوربن فرانسه درس خواند و در ۳۱ اوت ۱۹۴۱ مدتی پس از آنکه همسرش به جرم خیانت تیرباران شد با حلق‌آویز کردن خود از درختی خودکشی کرد.